# Отомань (культура)
Культура Отомань-Фюзешабонь — археологическая культура среднего бронзового века, существовавшая на западе Румынии, востоке Венгрии, в Словакии и Закарпатье в период 2100—1700 гг. до н. э. Естественные границы культуры составляли реки дельты Кёрёш. Граничила с культурами Мако и Дюлаваршанд.
Поскольку в Закарпатье нет памятников ранней стадии культуры, можно сделать вывод, что процесс её образования проходил на западе на территориях Словакии или севернее.
Культура существовала одновременно с культурой Витенберг. Отоманцы занимались сельским хозяйством и животноводством. Дома строились на курганах, которые насыпались повер сожжённых старых домов. В Венгрии существовало поселение, где дом имел форму мегарона (традиции балканского неолита). В хозяйстве использовались четырехколесные повозки (телеги). В польской деревне Машковице нашли две глиняные фигурки свиней.